# Arcos (Antas de Ulla)
Arcos (llamada oficialmente Santa María de Arcos) es una parroquia y una aldea española del municipio de Antas de Ulla, en la provincia de Lugo, Galicia.

## Organización territorial
La parroquia está formada por ocho entidades de población:

### Entidades de población
Entidades de población que forman parte de la parroquia:
- Arcos
- A Vilapequena (A Vila Pequena)
- Cabo de Arcos
- Fraga (A Fraga)
- Pumar
- Veloín

### Despoblados
Despoblados que forman parte de la parroquia:
- Barbalde
- Nugallás

## Demografía

### Parroquia
| Gráfica de evolución demográfica de Arcos (parroquia) entre 2000 y 2019 |
|                                                                         |
| Datos según el nomenclátor publicado por el INE.                        |

### Aldea
| Gráfica de evolución demográfica de Arcos (aldea) entre 2000 y 2019 |
|                                                                     |
| Datos según el nomenclátor publicado por el INE.                    |